# Паредес, Мариано
Хосе́ Мариано Эпифанио Паре́дес-и-Аррильяга (исп. José Mariano Epifanio Paredes y Arrillaga; 7 января 1797 года, Мехико, Новая Испания — 7 сентября 1849 года) — мексиканский военный и политический деятель, генерал, консервативный политик, президент Мексики в 1845—1846 годах.

## Биография
Родился в семье старшего должностного лица в городском совете, был пятым из девяти детей испанца и мексиканки. Начальное образование получил на дому, затем учился в средней школе, а в 1812 году поступил в пехотный кадетский корпус. После начала Войны за независимость сражался сначала в рядах королевской испанской армии, участвовал в 22 сражениях против повстанцев. Затем за критику испанского короля был арестован и приговорён к высылке в Испанию, но бежал из-под ареста и остался в Мексике; вступил в ряды армии Тригаранте, участвовал в целом ряде сражений и вскоре приобрёл репутацию талантливого военного деятеля.
В 1822 году высказался в пользу монархии, но после трагической кончины его единомышленника Итурбида удалился от активной государственной деятельности до 1840 года, оставаясь на военной службе и регулярно получая повышения: к середине 1820-х годов побывал майором Мехико и генерал-команданте Сан-Луис-Потоси, Соноры и Халиско. В 1826 году женился. В 1832 году получил звание бригадного генерала, а в 1835 году начал возвращение в политику. В декабре 1838 года некоторое время был военным министром в кабинете Бустаманте, в мае 1839 года участвовал в подавлении восстания федералистов в Халиско. 8 августа 1841 года оказался во главе начавшегося восстания, целью которого было свержение правительства, объявленного мятежниками нелегитимным из-за фактического признания независимости Техаса и нерешительности во время Кондитерской войны. Вскоре после того как Санта-Анна стал президентом, был назначен губернатором штата Халиско и занимал этот пост с 3 ноября 1841 по 28 января 1843 года, затем с 6 по 8 марта 1843 года был главой департамента Мехико.
В 1845 году, когда война с США уже виделась неизбежной, Паредес был поставлен во главе шеститысячной армии и направлен для отражения возможного американского вторжения в Сан-Луис-Потоси, однако в декабре 1845 года выступил оттуда на Мехико и сверг президента Эрреру, будучи 31 декабря 1845 года провозглашён временным президентом. 12 июня 1846 года был официально утверждён Конгрессом страны на этом посту, а 20 июня провозгласил себя главой правительства. Поскольку начавшиеся к тому времени боевые действия против США складывались для Мексики катастрофически, 28 июля 1846 года Паредес сложил с себя эти полномочия, решив возглавить армию непосредственно на фронте, одновременно начав тайные переговоры с испанцами о восстановлении их власти в Мексике. Спустя шесть месяцев после начала правления был после прибытия Санта-Анны свергнут Саласом и хотел бежать в Европу, но был арестован, а в октябре 1846 года выслан во Францию. В 1848 году вернулся в Мексику, чтобы противостоять заключению договора с США, по которому страна теряла 40 % территории; 18 июля 1848 года был арестован и снова выслан, но в апреле 1849 года смог вернуться по амнистии. Был помещён в больницу для душевнобольных при монастыре, где скончался в нищете от алкоголизма.